# انقلاب ۲۰۲۰ قرقیزستان
انقلاب ۲۰۲۰ قرقیزستان (انگلیسی: 2020 Kyrgyz Revolution) در ۵ اکتبر ۲۰۲۰ در اعتراض به انتخابات پارلمانی ۲۰۲۰ آغاز شد زیرا نتیجهٔ انتخابات را غیرمنصفانه می‌دانستند. بنابراین نتایج انتخابات در ۶ اکتبر ۲۰۲۰ لغو شد، و در ۱۲ اکتبر ۲۰۲۰، رئیس‌جمهور سورنبای جینبکف در پایتخت بیشکک وضعیت اضطراری اعلام کرد. روز بعد، این اعلام وضعیت توسط پارلمان به تصویب رسید.